# Noël Deelen
Noël Deelen (Rotterdam, 13 oktober 1984) is een Nederlands kunstenaar, regisseur en designer.

## Carrière
Deelen volgde een opleiding aan de Willem de Kooning Academie. Als autonoom kunstenaar is zijn werk op muren en schilderijen te vinden. Zijn grafische werk is terug te vinden bij grote merken. En hij regisseert videoclips en reclames voor artiesten. 
Hij begon zijn carrière in 2005 als entertainer. Hierna richtte hij het creatief collectief Venour op. Met dit bedrijfje was hij op verschillende fronten actief. Later introduceerde hij een kledinglijn. Met Arnhem vormden hij ook een cabaretduo. Deelen had ook samenwerking met The Opposites. In 2012 speelde hij de rol van Joris in de film Zombibi en presenteerde hij in het televisieprogramma Rambam als verslaggever. Ook was hij te zien in de programma's Proefdier en Werk aan de winkel. In 2013 speelde hij de rol van stagiair Coco in televisieserie Popoz. In 2015 was hij met dezelfde rol te zien in de gelijknamige film.
Inmiddels heeft hij zijn eigen bedrijf, waar hij regisseert, kunst maakt en ontwerpt. Hij werkt onder zijn eigen naam Noël Deelen.